# Dům umění

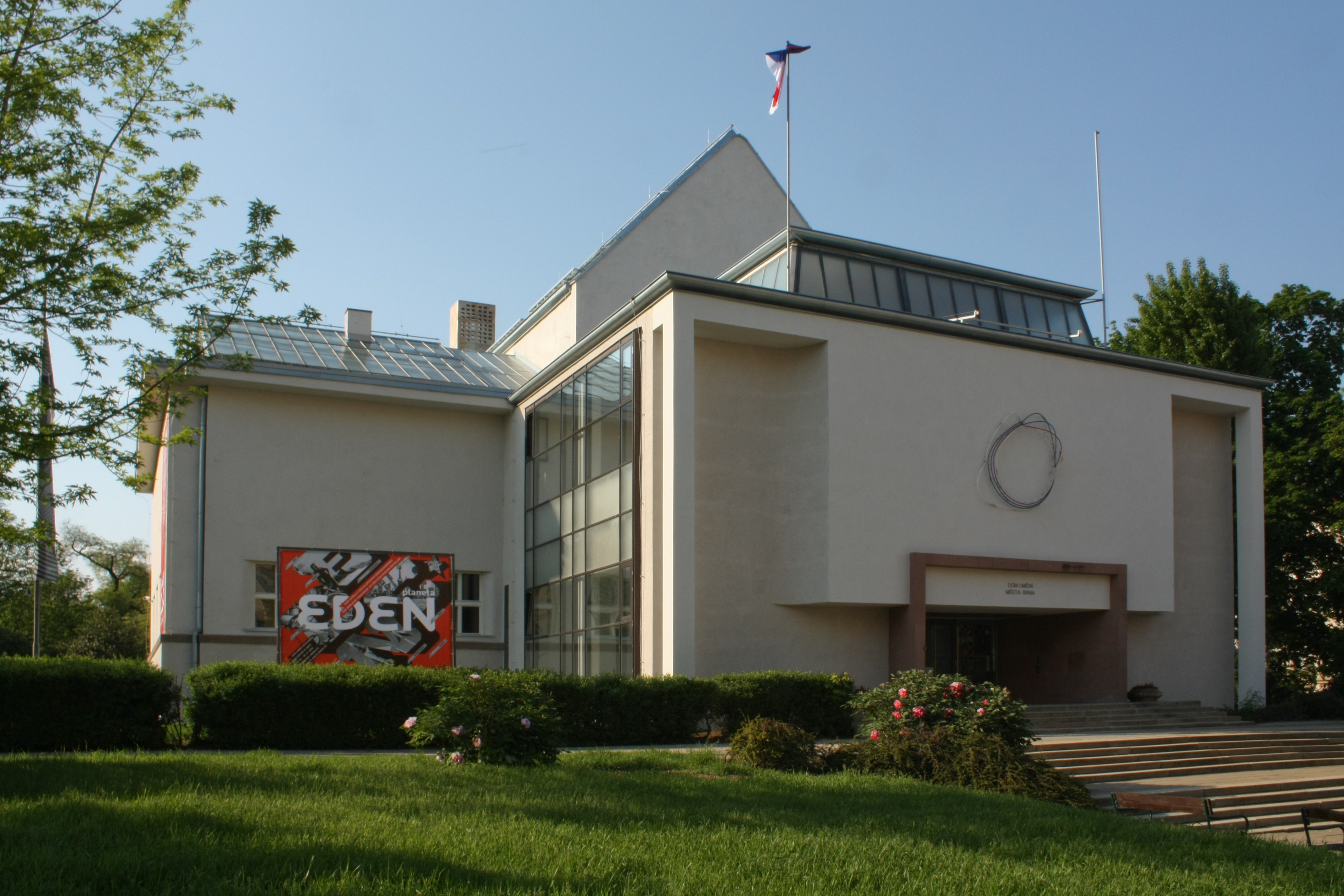
Das Dům umění in Brünn

Das heutige Dům umění (deutsch Haus der Kunst, ursprünglich „Künstlerhaus“) wurde als Kaiser-Franz-Josephs-Jubiläums-Künstlerhaus in der tschechischen Stadt Brünn errichtet.

## Geschichte
1882 wurde unter Beteiligung des Mährischen Gewerbevereins der Mährische Kunstverein gegründet. Seine Ziele bestanden vor allem in der Veranstaltung von Ausstellungen, dem Ankauf von Kunstwerken und dem Aufbau einer vereinseigenen Galerie, der Unterstützung von bildenden Künstlern und der Vermittlung von Kontakten zwischen Künstlern und kaufinteressierten Sammlern.
Um Platz für diese Aufgaben zu schaffen, wurde zwischen 1908 und 1911 das Kaiser-Franz-Josephs-Jubiläums-Künstlerhaus nach Plänen von Heinrich Ried, einem Architekten aus Wien, errichtet. Die Eröffnung erfolgte am 25. März 1911 mit einer Ausstellung der Vereinigung deutschmährischer bildender Künstler.
Im Gegensatz zum städtischen Deutschen Stadttheater blieb das deutsche Brünner Künstlerhaus so wie das Deutsche Haus nach der Gründung der Tschechoslowakei unter deutscher Kontrolle, und es konnten neben der Betreuung von bildenden Künstlern weiterhin Literaturabende, kleine Konzerte, Tanzveranstaltungen und Künstlerfeste organisiert werden. Außerdem wurden die Räumlichkeiten auch häufig tschechischen Organisationen zur Verfügung gestellt.
Bis 1938 wurden in Einzel- und Gruppenausstellungen deutsche, österreichische und tschechische Künstler präsentiert. Mit der Errichtung des Protektorats Böhmen und Mähren kam der Kunstverein unter die Kontrolle der neuen Machthaber und wurde gleichgeschaltet. Aus politischen und rassischen Gründen mussten zahlreiche Mitglieder den Verein verlassen.
In den Jahren 1944 und 1945 wurde das Künstlerhaus durch Kriegseinwirkungen beschädigt. Gemälde der hauseigenen Sammlung und Bestände der Bibliothek gingen zum Teil in den Besitz von anderen Institutionen und von Privatpersonen über. Der Verlust des Archivs erschwert die wissenschaftliche Aufarbeitung der Geschichte des Hauses und des im September 1945 aufgelösten Mährischen Kunstvereins.

## Gestaltung
Das Kaiser-Franz-Josephs-Jubiläums-Künstlerhaus in Brünn wurde nach Plänen des Architekten Heinrich Karl Ried als Frühwerk im Jugendstil mit neoklassizistischen Elementen errichtet. Auch die Gestaltung der nicht mehr erhaltenen Inneneinrichtung stammt von ihm.
Das dreigeschossige Bauwerk verfügte über einen mittig angeordneten und barockisierten Giebel sowie einen zweigeschossigen halbzylindrischen Vorbau, der einen vorgelagerten überdachten Mitteleingang besaß.
Untergebracht waren eine kleine Galerie, eine Bibliothek, ein Archiv, ein Veranstaltungssaal für Vorlesungen und verschiedene Kulturveranstaltungen sowie Ateliers. Unterstützt wurde der Bau unter anderem durch Spenden der Familien Schoeller, Gomperz oder Offermann.
Das Brünner Künstlerhaus wurde in den letzten Kriegstagen durch die Bomben der Alliierten schwer getroffen, wichtige Teile wurden zerstört. In den Jahren 1946 und 1947 erfolgte nach Plänen des Brünner Stararchitekten Bohuslav Fuchs ein Umbau im Stil des Brünner Funktionalismus. Das frühere secessionistische Gebäude wurde so zum neuzeitlichen „Dům umění“ in seiner heutigen Form. Zwischen 2008 und 2009 erfolgte dann ein weiterer Umbau nach Plänen von Petr Hrůša.